# De Grote Tuinverbouwing
De Grote Tuinverbouwing is een wekelijks Nederlands televisieprogramma van SBS6 waarin Rob Verlinden samen met zijn team een tuin verbouwt. Hierbij wordt ook het interieur op de begane grond van het huis aangepakt. Voorheen werd het programma uitgezonden onder de naam De Tuinruimers en vervolgens als Robs Grote Tuinverbouwing. Door ziekte en pensioen is de bijdrage van Verlinden sinds februari 2019 in het programma tot 1 item beperkt. Hij bezoekt een evenement of mooie bekende grote tuinen of parken. De presentatie is grotendeels in handen van tuinexpert Ivo Putman. De interieurstyliste is Djamilla Smits, opvolgster van de overleden Jorna Spapens en Jeremy Vermolen was de barbecuedeskundige. Hij is opgevolgd door Rens Pörtzgen. In navolging van De Grote Tuinverbouwing maakt Ivo Putman sinds 2020 ook De Grote Huisverbouwing. In dit programma dat op zondag wordt uitgezonden bij SBS6 geeft hij huizen een complete make-over.